# Orvin (Fluss)
Der Orvin ist ein Fluss in Frankreich, der in den Regionen Grand Est und Île-de-France verläuft. Er entspringt im Gemeindegebiet von Saint-Lupien, entwässert anfangs Richtung West, dreht dann auf Nordwest und Nord und mündet nach rund 38 Kilometern im Gemeindegebiet von Villiers-sur-Seine als linker Nebenfluss in die Seine. Ein zweiter Mündungsarm, der Vieil Orvin, durchquert das Ortsgebiet von Villiers-sur-Seine und mündet etwa zwei Kilometer stromabwärts des Hauptarmes in die Seine. 
Auf seinem Weg durchquert der Orvin die Départements Aube und Seine-et-Marne.

## Orte am Fluss
- Saint-Lupien
- Marcilly-le-Hayer
- Traînel
- Villiers-sur-Seine